# Pallig Tókason
Pallig Tokesøn (también Pallig Tókason, otros nombres Palling, Palnig, Palne, 945-1002), fue un caudillo vikingo de Jelling, Dinamarca. Estaba casado con Gunhilda Haraldsdatter, hermana de Svend I de Dinamarca. Pallig fue reclutado por Etelredo II el Indeciso, junto a otros nobles daneses y le fue concedido el título de jarl de Devonshire. Hay indicios en las piedras rúnicas de Hällestad que pudo ser un hijo de Val-Toke Gormsson, un hijo ilegítimo de Gorm el Viejo que murió en la batalla de Fýrisvellir (980), pero no existen otras evidencias en las crónicas contemporáneas que hayan sobrevivido. Pallig y su esposa fueron víctimas de la matanza de daneses ordenada por el rey Etelredo II el 13 de noviembre de 1002, conocida como Masacre del Día de San Bricio. Existe la teoría que Pallig desertó en 1001 y que su muerte fue consecuencia de esa traición a la Corona inglesa.

## Jomsvikings

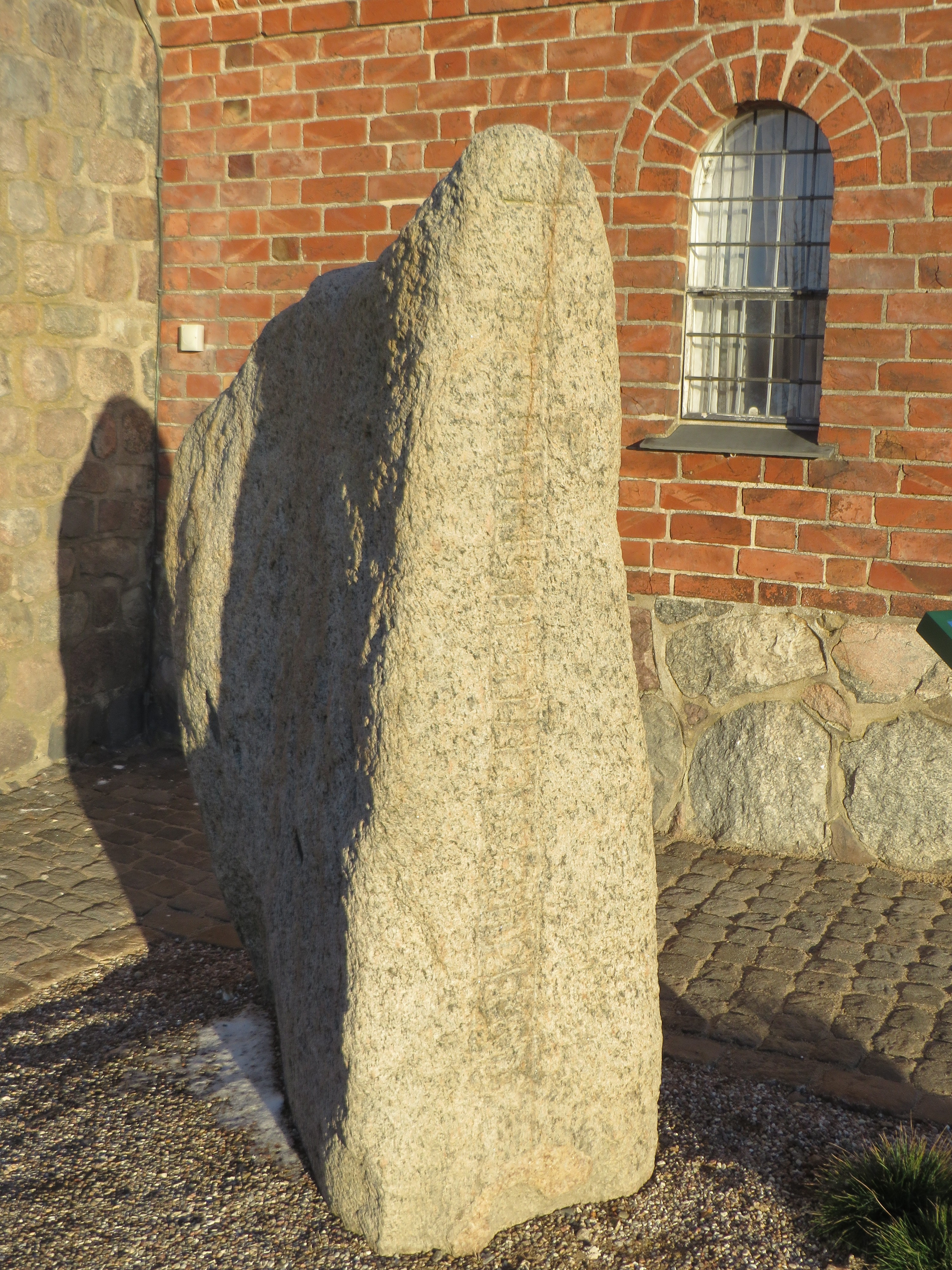
Piedra rúnica de la Iglesia de Fjenneslev.

A Pallig se le imputa la paternidad de Palnatoke, legendario caudillo de los jomsvikings, fruto de su relación con Ingeborg Ottarsdatter, hija del jarl Ottar de Götaland; y también de una hija llamada Signe, que casó con un vikingo llamado Asbjørn cuyo patrimonio aparece testimoniado en la piedra rúnica de la iglesia de Fjenneslev.